# بندیه (بخش)
بندیه (به لاتین: Bendje) یک منطقهٔ مسکونی در گابن است که در استان اوگوئه-ماریتایم واقع شده‌است. بندیه ۱۴۰٬۷۴۷ نفر جمعیت دارد.